# József Sákovics
József Sákovics (ur. 26 lipca 1927 w Budapeszcie, zm. 2 stycznia 2009 tamże) – węgierski florecista i szpadzista, trzykrotny medalista olimpijski i pięciokrotny medalista mistrzostw świata.
Na igrzyskach olimpijskich w Helsinkach w 1952 roku Węgrzy w składzie: Endre Tilli, Aladár Gerevich, Endre Palócz, Lajos Maszlay, Tibor Berczelly i József Sákovics zdobyli brązowy medal we florecie drużynowym. Zajął tam również piąte miejsce w szpadzie indywidualnej i drużynowej. Podczas rozgrywanych cztery lata później igrzysk olimpijskich w Melbourne József Sákovics, Béla Rerrich, Lajos Balthazár, Ambrus Nagy, József Marosi i Barnabás Berzsenyi zajęli drugie miejsce w szpadzie drużynowej. W zawodach indywidualnych odpadł w półfinałach. Wywalczył tam ponadto brązowy medal we florecie drużynowym, startując razem z Endre Tillim, Józsefem Gyuriczą, Mihálym Fülöpem, Lajosem Somodim i Józsefem Marosim. Brał też udział w igrzyskach olimpijskich w Rzymie w 1960 roku, gdzie we florecie drużynowym oraz obu konkurencjach w szpadzie zajmował czwarte miejsce. W rundzie finałowej indywidualnego turnieju szpady walkę barażową o brązowy medal przegrał z Bruno Habārovsem z ZSRR 7:8.
Podczas mistrzostw świata w Brukseli w 1953 roku wywalczył złoty medal w szpadzie indywidualnej, wyprzedzając Barnabása Berzsenyiego i Włocha Fiorenzo Mariniego. W szpadzie zdobył jeszcze dwa medale: brąz drużynowo na mistrzostwach świata w Rzymie (1955) i złoto drużynowo na mistrzostwach świata w Budapeszcie (1959).
Wywalczył również dwa kolejne medale we florecie: srebro w drużynie na mistrzostwach świata w Buenos Aires (1962) oraz brąz na mistrzostwach świata w Brukseli (1953)
Po zakończeniu kariery pracował jako trener.
Jego żona, Lídia Dömölky-Sákovics, także była medalistką olimpijską w szermierce.